# 夏目奈奈
夏目奈奈（日语：夏目 ナナ，1980年1月23日—）為日本著名AV女優之一。之前曾經當過電視記者，後來在飛田新地從事風俗孃工作在日本关西地区名氣直升，2004年進入當時面臨低潮期的Soft On Demand公司並推出作品進而造成轟動，也使該公司從谷底翻身，目前作品總銷售量已達40萬部，是日本較成功的AV女優之一，在東亞地區也有許多影迷。
近年來也開始將演藝事業擴展在一般領域如電視、舞台劇與廣播，2006年8月2日由Rock Chipper Records發行首張單曲限量版。
2007年10月宣布引退，並澄清真實年紀是1980年出生。隨後她也轉型成為藝人，是少數在引退後成功轉型的AV女優之一。
傳聞知名寫真女星久紗野水萌是她的親妹妹。

## 外部連結
- 夏目奈奈的X（前Twitter）
- 夏目ナナのレインボー日記 （页面存档备份，存于） - 官方博客